# Finnkampen

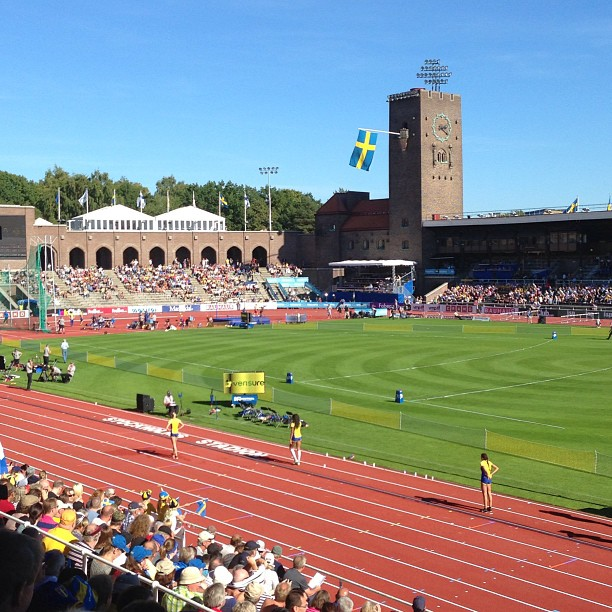
Finnkampen i Stockholm 2013.

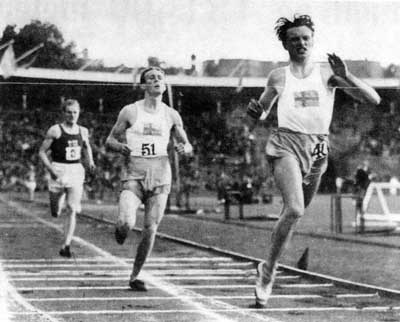
1 500 meter 1939.

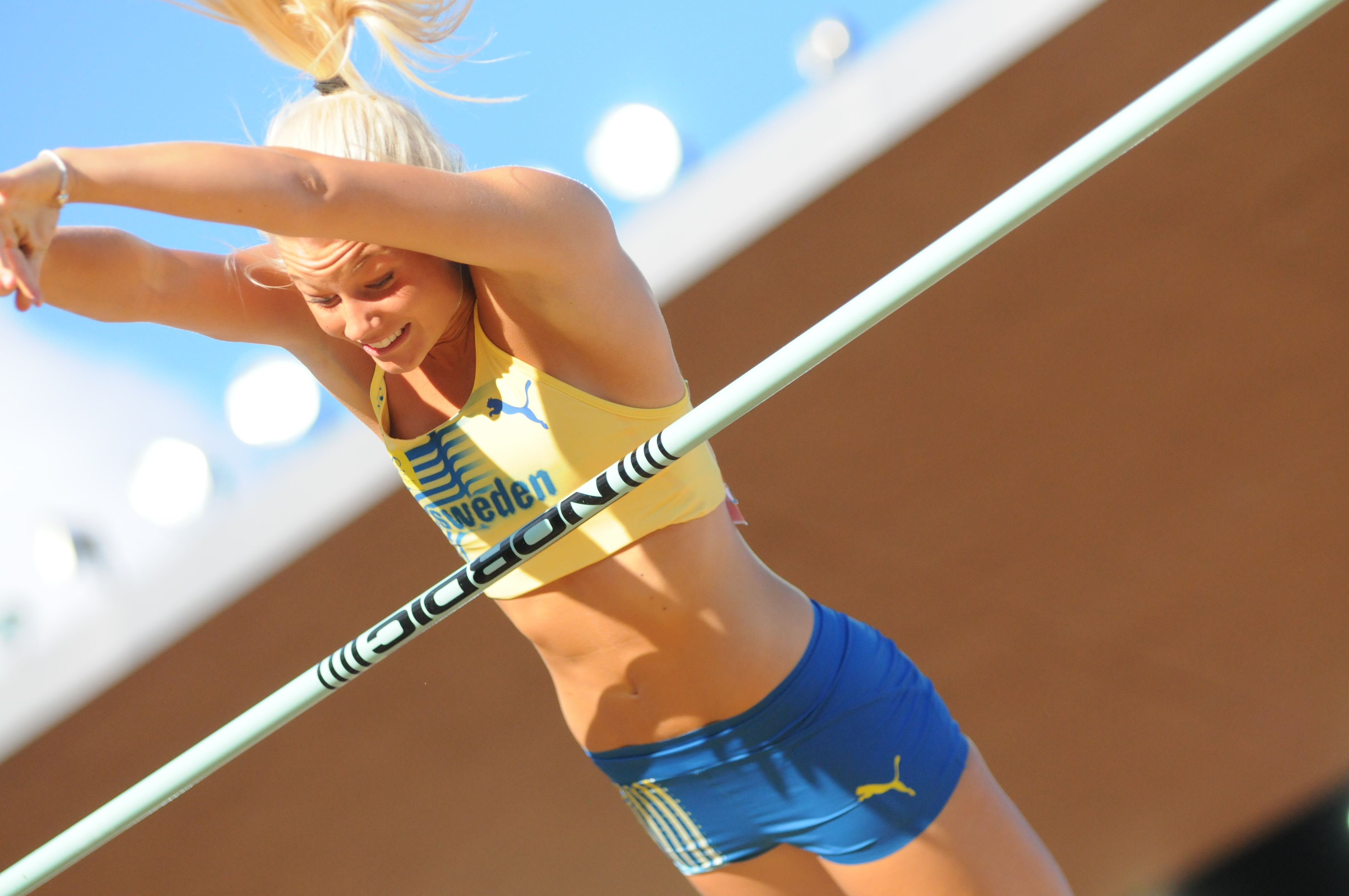
Alissa Söderberg hoppar på Finnkampen på Olympiastadion i Helsingfors 2011.

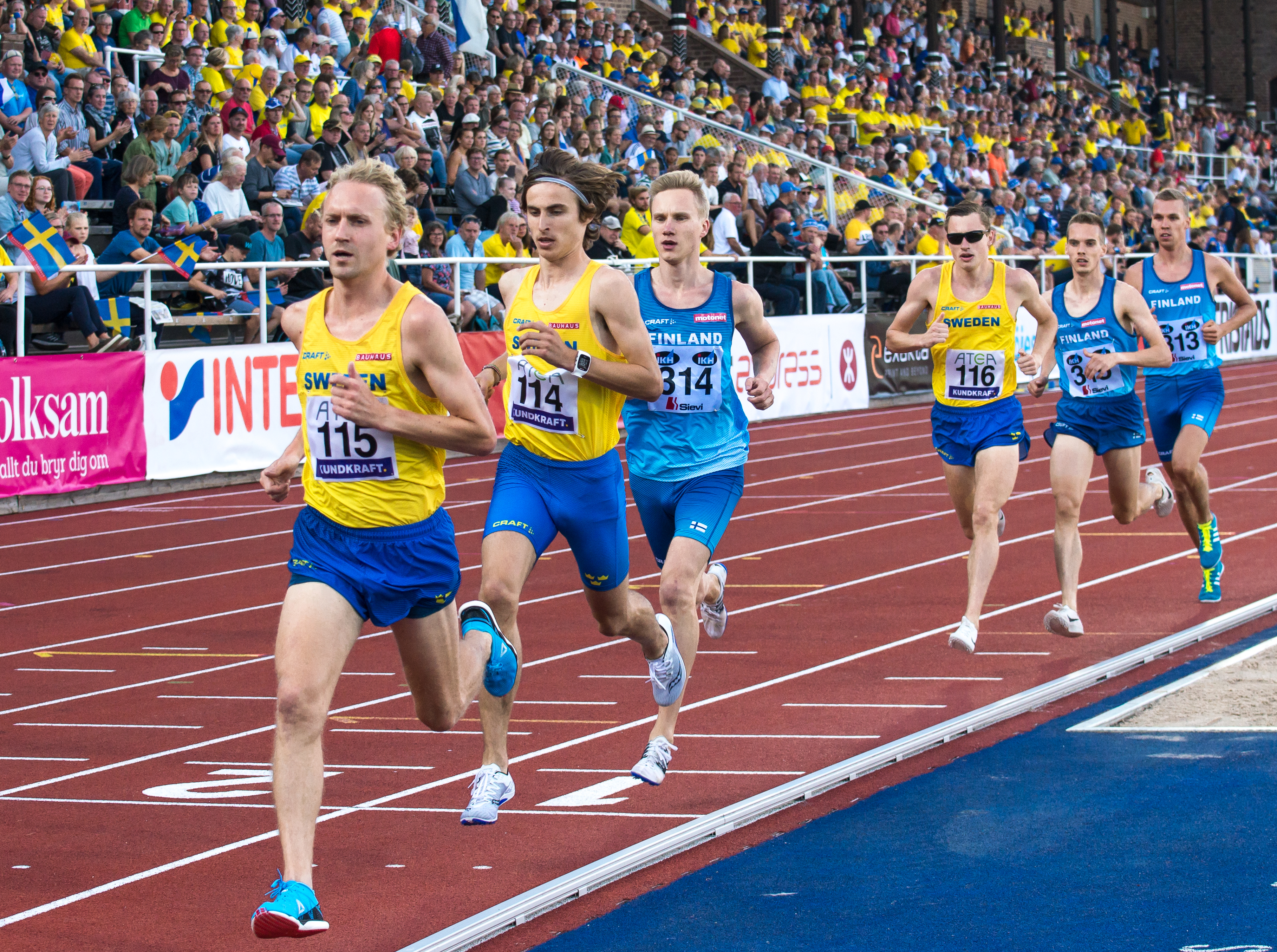
5000 meter under Finnkampen på Stockholms stadion i augusti 2019. Kalle Berglund (116), David Nilsson (115), Simon Sundström (114), Miika Tenhunen (315), Hannu Granberg (314), Martti Siikaluoma (313).

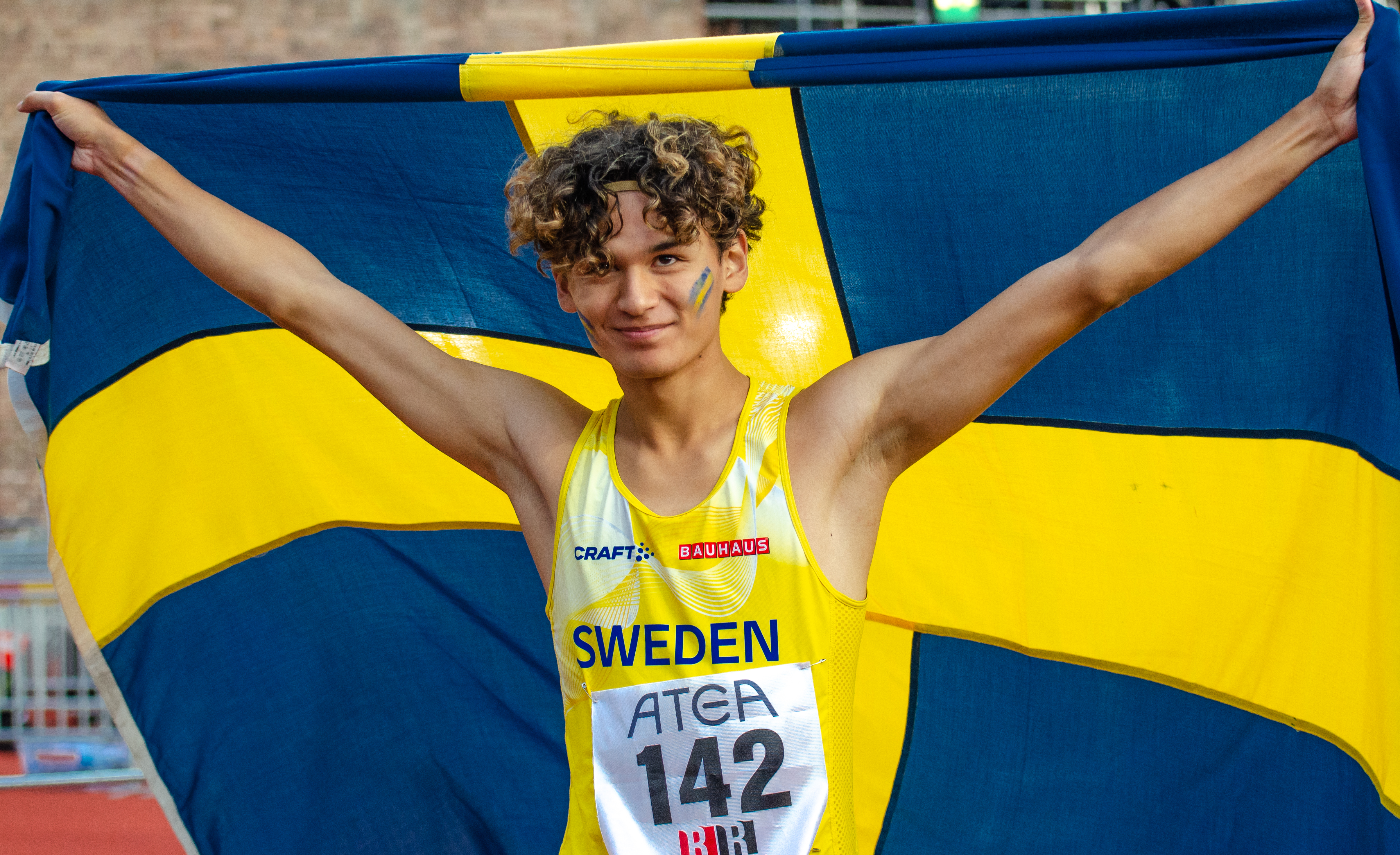
Melwin Lycke Holm efter vinsten i höjdhoppet på 2,15 i Finnkampen på Stockholm stadion 2023.

Finnkampen, som den kallas i Sverige eller Sverigekampen som den kallas i Finland, är en årligen återkommande friidrottslandskamp mellan Sverige och Finland. Den brukar anordnas ett veckoslut kring slutet av augusti eller början av september. På finska heter landskampen Suomi-Ruotsi-maaottelu ('Sverige-Finland-landskampen'). Den är på finska även känd under de kortare namnformerna Ruotsi-ottelu ('Sverigekampen') eller i Sverige även Suomi-ottelu ('Finnkampen').

## Översikt

### Fyra landskamper
Finnkampen består egentligen av fyra landskamper – en herrlandskamp och en damlandskamp (tillsammans benämnda seniorkampen) samt en pojklandskamp och en flicklandskamp (tillsammans benämnda ungdomsfinnkampen). Dessa fyra landskamper äger rum samtidigt, men ungdoms- och seniorlandskamperna avgörs inte alltid på samma anläggning. I seniorlandskamperna medverkar tre deltagare per land i varje gren utom stafetterna (där varje land har ett lag om fyra löpare), i juniorlandskamperna två per gren och lag.
Finnkampen är sedan slutet av 1980-talet världens enda kvarlevande återkommande A-landskamp i friidrott. 

### Arrangörer
Vartannat år avgörs tävlingen i Sverige, och vartannat år i Finland. Avsteg har dock gjorts när större tävlingar arrangerats i just Sverige eller Finland, vilket krävt alla resurser i det landet.
Traditionellt sett har Sverige arrangerat tävlingarna under udda år och Finland under jämna år. Traditionellt har tävlingarna hållits i de båda huvudstäderna Helsingfors i Finland och Stockholm i Sverige, med undantag av åren 1947, 1959 och 1971, då tävlingarna arrangerades i Göteborg. Även mellan 1999 och 2011 var Göteborg arrangörsort alla gånger som evenemanget avgjordes i Sverige, men 2013 flyttades arrangemanget återigen till Stockholm.
År 2016 arrangerades tävlingen i Tammerfors. Det var första gången som någon annan finsk stad än Helsingfors stod som arrangör av både herr- och damkampen. Även 2018 och 2020 års arrangemang ägde rum i Tammerfors, på Tammerfors stadion.

### Tävlingsdagar
Finnkampen avgörs under en helg. Länge handlade det om lördag–söndag, men 1996 ändrades detta till torsdag–lördag, vilket sedan gällde de kommande åren. Därefter har man vissa år tävlat lördag–söndag, andra fredag–lördag. 2014 års tävlingar ägde rum lördag–söndag men tjuvstartade redan på fredagen med damernas stavhoppstävlingar på Narinken.

### Ungdomsfinnkampen
Ungdomsfinnkampen är en tävling som anordnas i samband med Finnkampen. Denna är till för ungdomar mellan 16 och 17 år; dock prioriteras 17-åringarna då 16-åringarna har chansen även året efter. Det går till på precis samma sätt som Finnkampen förutom att endast två personer från varje land deltar i varje gren.
De svenska deltagarna kvalificerar sig till Ungdomsfinnkampen genom att prestera på Svenska Mästerskapen (SM) i friidrott, som oftast går några helger innan. Ungdomsfinnkampen 2018 äger rum under lördagen, den andra av de två dagar som de två seniorkampsgrenarna avgörs.

## Historik

### Mellankrigstiden

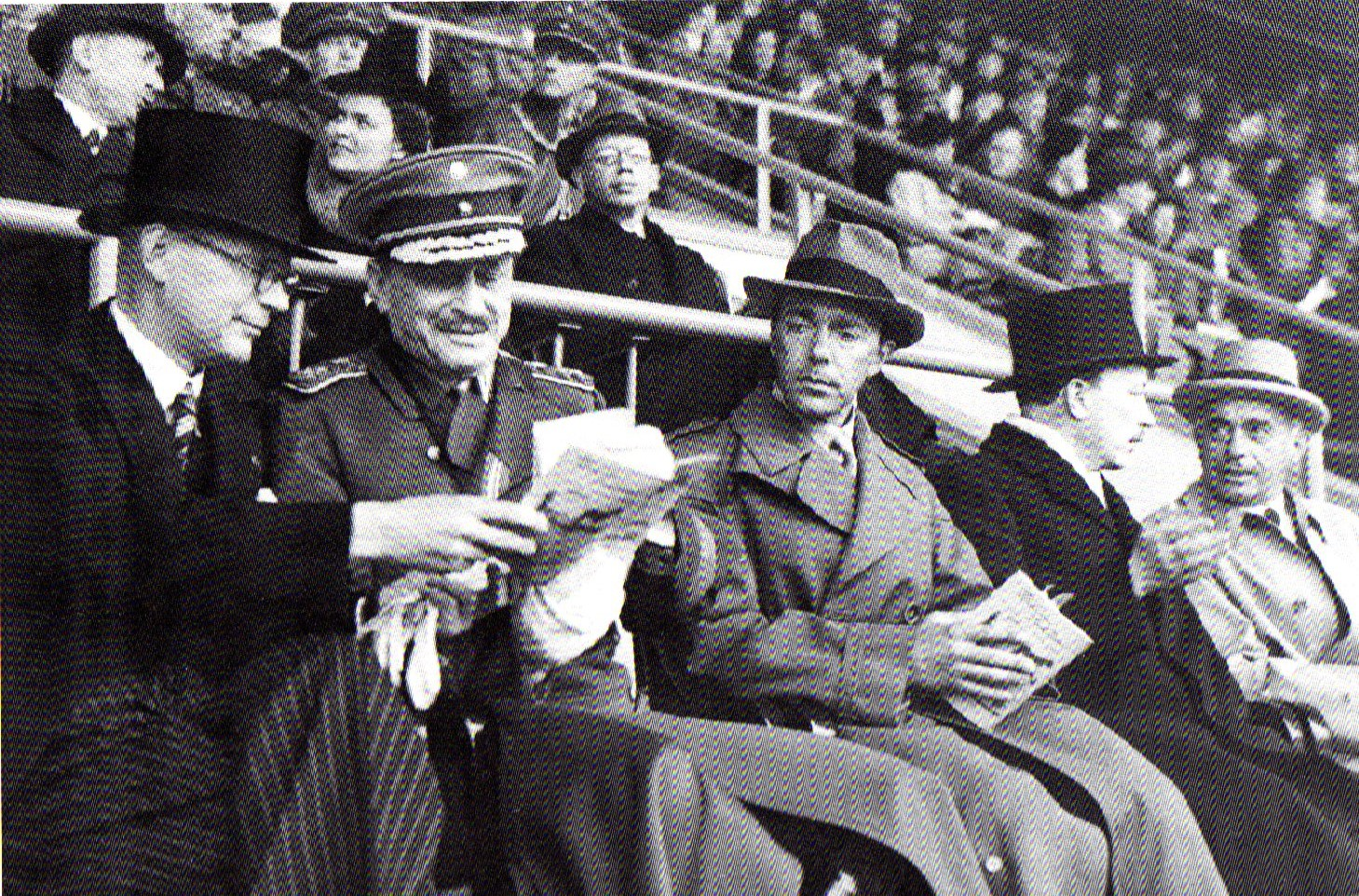
Friidrottsmatch Finland-Sverige-Tyskland 7.9.1940 i Helsingfors, åskådare från vänster: Urho Kekkonen, Gustaf Mannerheim, Prins av Sverige Gustaf Adolf, Finlands president Risto Ryti och Reichssportführer Hans von Tschammer und Osten i Tyskland

Den första Finnkampen avgjordes 1925. Den var då endast en herrlandskamp, och tävlingarna arrangerades endast vartannat år.
Under 1930-talet låg tävlingarna nere några år (1932–38), efter idrottslig missämja mellan Finland och Sverige. Sverige hade genom Sigfrid Edström fått den finländske löparen Paavo Nurmi diskvalificerad för brott mot IAAF:s amatörregler inför OS i Los Angeles 1932, där Nurmi var favorit i maratonloppet. Detta ledde till en konflikt mellan honom och den nyvalde ordföranden för Finlands friidrottsförbund Urho Kekkonen, som på segerbanketten efter meddelade att idrottsutbytet med Sverige skulle avbrytas.
Tävlingarna återupptogs i Stockholm 1939, inför att de olympiska sommarspelen 1940 skulle hållas i Helsingfors. På grund av andra världskrigets utbrott blev sommarspelen inställda, men Helsingfors olympiastadion kom ändå till användning vid landskampen i friidrott mellan Sverige och Finland 1940. Detta år var extraordinärt nog även Tyskland med som deltagande nation, vilket innebar en förändring till två tävlande per gren för varje nation, istället för tre.

### Efterkrigstiden
Inga fler tävlingar hölls därefter under kriget tills de återupptogs igen 1945, då med årliga arrangemang. Sex år senare debuterade damlandskampen, och samma år övergick herrarna till tre deltagare per land och gren. Året efter sprang endast damerna, efter att det finska herrlandslaget stannat hemma för sitt olympiska tävlande.
Under 1940-talet var ofta Sverige det vinnande laget, men sedan skulle det vända. I herrkampen vann Finland alla år från 1954 till 1964. Till 1965 års svenska seger bidrog bland annat sprintern Bosse Althoff med tre segrar och två andraplatser.
I 1975 års 5000-meterslopp ägnade finske Pekka Päivärinta åt att bland annat stänga vägen för svenska löpare; han blev senare diskad. I damkampen vann Inger Knutsson 3000 meter på 8.51,04, vilket var 1975 års näst bästa tid; snabbare var bara norskan Grete Andersen (senare känd som Grete Waitz).
1984 övergick även damerna till tre deltagare per land och gren. Finland vann både damkampen och herrkampen, den senare för fjortonde året i rad (1978 hade man exempelvis vunnit herrkampen med 72 poängs marginal). Året efter var det Sverige som vann dubbelt, och där vann Patrik Sjöberg både i höjd och längd medan de svenska herrarna (Arne Holm, Thomas Eriksson och Claes Rahm) vann trippelt i tresteg. 1985 var också första året som damerna löpte sträckan 10 000 meter, och premiäråret kom Evy Palm etta i loppet.
1992 var alla sex 1500-meterslöparna i herrtävlingen inblandade i gruff gränsande till slagsmål i en av kurvorna. Resultatet blev att alla löparna (Peter Koskenkorva, Martin Enholm, Patrik Johansson sprang för Sverige) diskades och att inga poäng utdelades.

### 2000-talet
Det gällande publikrekordet för Finnkampen noterades 2004, då landskampen avgjordes på Ullevi i Göteborg. Under tävlingarna deltog bland andra Christian Olsson, Carolina Klüft och Stefan Holm – alla nyblivna guldmedaljörer från OS i Aten. Över de två tävlingsdagarna såldes sammanlagt 51 567 biljetter, vilket var drygt 2 000 mer än den tidigare noteringen på 49 366 från 1971. Även 1971 avgjordes Finnkampen på Ullevi.
2013 var första Finnkampen på Stockholms stadion sedan slutet av 1990-talet, efter ett antal år på Ullevi. De tre finska arrangemangen år 2016-2020 skedde på Tammerfors stadion. 2022 flyttades kampen tillbaka till Helsingfors.
Vissa år arrangeras även en separat landskamp i gång. 2018 års gånglandskamp vanns av Finland med siffrorna 38–19.

### Styrkeförhållanden
I början var det jämnt på herrsidan, men från den svenska segern 1953 dröjde det till 1965 innan Sverige vann igen. Det sena 1960-talet dominerades av Sverige, men efter Sveriges vinst 1969 vann Finland varje år fram till 1985 då Sverige återigen segrade. I slutet av 1980-talet var förhållandena återigen ganska jämna, men i början av 1990-talet påbörjades en svensk dominans innan förhållandena återigen blev jämnare i slutet av 1990-talet. Finland dominerade sedan mitten och slutet av 2000-talets första decennium, innan svenskarna lyckades vinna 2009, och därmed tog sin första seger sedan 2004.
På damsidan dominerade Sverige totalt från premiären 1951 och fram till 1970-talet, och först 1972 lyckades Finland vinna. Därefter tog Finland över och vann alla år fram till Sverige 1980 lyckades bryta trenden, för att sedan dominera det tidiga 1980-talet. Sedan följde svenska vinster, en tillfällig finländsk vinst 1984 innan Sverige återigen vann 1985 och 1986.
Därefter följde total finländsk dominans, då Finland vann alla damkamper 1987 fram till 2000. 2001, lyckades Sverige till slut vinna och vann därefter alla återstående damkamperna under 2000-talets första decennium som avslutades med att Sverige 2009 för första gången lyckades vinna samtliga fyra landskamper samma år vilket Finland redan lyckats med tio gånger (1974, 1977, 1978, 1979, 1984, 1987, 1988, 1990, 1995 och 1997). Sammanlagt vann Sverige elva kamper i rad, innan Finland bröt sviten 2012.
Den största finska segern på herrsidan togs 1978 med 72 poängs marginal (240–168), medan den största svenska herrsegern är från 1948 (62 poängs övervikt). Bland damerna är motsvarande rekord 58 för Finland 1997 och 55 för Sverige 2017.
Begreppen finndödare och Ruotsin-tappaja har återkommande använts i samband med Finnkampen. Det första begreppet står för en svensk deltagare som vunnit överraskande många poäng för Sverige och i hög grad bidragit till svensk seger. På samma sätt syftar det andra begreppet (finska för 'Sverigedödare') för en finländare som gjort motsvarande insats eller insatser för Finland. Bland de mer kända ruotsintappaja fanns Voitto Hellsten, 400-meterlöpare på 1950-talet. Begreppen har också kommit till användning i möten mellan Finland och Sverige i andra tävlingssammanhang.

## Poängberäkning och resultat
De båda nationerna får poäng baserat på de individuella placeringarna i respektive gren. I individuella grenar ger en seger 7 poäng, en andraplats ger 5 poäng, en tredjeplats ger 4 poäng, en fjärdeplats ger 3 poäng, en femteplats ger 2 poäng och en sjätteplats ger 1 poäng. Deltagarna måste fullfölja grenen (genom att gå i mål eller få ett godkänt resultat) för att få poäng. I stafetter ger en seger 5 poäng och en andraplats ger 2 poäng.

### Seniorkampen
| Totalt vunna kamper | Herrar: Finland 47–37 Sverige | Damer: Finland 26–48 Sverige |

| År   | Plats        | Vinnare (herrar) | Poängresultat | Vinnare (damer) | Resultat    |
| 1925 | Helsingfors  | Finland          | 99-85         | -               | -           |
| 1927 | Stockholm    | Sverige          | 98-86         | -               | -           |
| 1929 | Helsingfors  | Sverige          | 93-90         | -               | -           |
| 1931 | Stockholm    | Finland          | 104-76        | -               | -           |
| 1939 | Stockholm    | Finland          | 112-102       | -               | -           |
| 1940 | Helsingfors  | Sverige          | 111-103**     | -               | -           |
| 1945 | Stockholm    | Sverige          | 105-79        | -               | -           |
| 1946 | Helsingfors  | Sverige          | 114,5-68,5    | -               | -           |
| 1947 | Göteborg     | Sverige          | 106-78        | -               | -           |
| 1948 | Helsingfors  | Sverige          | 138-76        | -               | -           |
| 1950 | Stockholm    | Sverige          | 123-88        | -               | -           |
| 1951 | Helsingfors  | Finland          | 216-194       | Sverige         | 73-51       |
| 1952 |              | -                | -             | Sverige         | 81-64       |
| 1953 | Stockholm*   | Sverige          | 217-193       | Sverige         | 58-48       |
| 1954 | Helsingfors* | Finland          | 207-202       | Sverige         | 64-42       |
| 1955 | Stockholm*   | Finland          | 213-196       | Sverige         | 58-48       |
| 1956 | Helsingfors  | Finland          | 209-201       | Sverige         | 89-69       |
| 1957 | Stockholm*   | Finland          | 208-201       | Sverige         | 64-42       |
| 1958 | Helsingfors* | Finland          | 232-177       | Sverige         | 66-51       |
| 1959 | Göteborg*    | Finland          | 209-200       | Sverige         | 64-53       |
| 1960 | Helsingfors* | Finland          | 216-194       | Sverige         | 67-50       |
| 1961 | Stockholm*   | Finland          | 220,5-189,5   | Sverige         | 68,5-48,5   |
| 1962 | Helsingfors  | Finland          | 219-190       | Sverige         | 67-50       |
| 1963 | Stockholm    | Finland          | 220-190       | Sverige         | 68,5-48,5   |
| 1964 | Helsingfors  | Finland          | 210,5-199,5   | Sverige         | 64-53       |
| 1965 | Stockholm    | Sverige          | 210-200       | Sverige         | 65-52       |
| 1966 | Helsingfors  | Sverige          | 208,5-199,5   | Sverige         | 62-55       |
| 1967 | Stockholm    | Sverige          | 212-198       | Sverige         | 66-51       |
| 1968 | Helsingfors  | Finland          | 208,5-199,5   | Sverige         | 64-52       |
| 1969 | Stockholm    | Sverige          | 212,5-195,5   | Sverige         | 75-60       |
| 1970 | Helsingfors  | Finland          | 227-182       | Sverige         | 82-53       |
| 1971 | Göteborg     | Finland          | 224-183       | Sverige         | 71-64       |
| 1972 | Helsingfors  | Finland          | 236,5-173,5   | Finland         | 73-60       |
| 1973 | Stockholm    | Finland          | 223-187       | Finland         | 77-69       |
| 1974 | Helsingfors  | Finland          | 207-200       | Finland         | 75-60       |
| 1975 | Stockholm    | Finland          | 214-191       | Finland         | 94-62       |
| 1976 | Helsingfors  | Finland          | 223-187       | Finland         | 91-66       |
| 1977 | Stockholm    | Finland          | 212-194       | Finland         | 86-69       |
| 1978 | Helsingfors  | Finland          | 240-168       | Finland         | 85-72       |
| 1979 | Stockholm    | Finland          | 214-194       | Finland         | 80-77       |
| 1980 | Helsingfors  | Finland          | 232-178       | Sverige         | 79-78       |
| 1981 | Stockholm    | Finland          | 214-196       | Sverige         | 81-75       |
| 1982 | Helsingfors  | Finland          | 215-193       | Sverige         | 79-78       |
| 1983 | Stockholm    | Finland          | 234-176       | Sverige         | 83-74       |
| 1984 | Helsingfors  | Finland          | 216-193       | Finland         | 155-145     |
| 1985 | Stockholm    | Sverige          | 219-185       | Sverige         | 166-156     |
| 1986 | Helsingfors  | Sverige          | 210,5-198,5   | Sverige         | 184-138     |
| 1987 | Stockholm    | Finland          | 210,5-197,5   | Finland         | 165-157     |
| 1988 | Helsingfors  | Finland          | 229,5-180,5   | Finland         | 170-150     |
| 1989 | Stockholm    | Sverige          | 213-197       | Finland         | 184-138     |
| 1990 | Helsingfors  | Finland          | 217-193       | Finland         | 182-140     |
| 1991 | Stockholm    | Sverige          | 226-183       | Finland         | 197-147     |
| 1992 | Helsingfors  | Sverige          | 198-187       | Finland         | 195-149     |
| 1993 | Stockholm    | Sverige          | 215-192       | Finland         | 198-144     |
| 1994 | Stockholm    | Sverige          | 219-190       | Finland         | 174-170     |
| 1995 | Helsingfors  | Finland          | 213-196       | Finland         | 196-146     |
| 1996 | Helsingfors  | Sverige          | 205,5-202,5   | Finland         | 215-173     |
| 1997 | Stockholm    | Finland          | 207,5-198,5   | Finland         | 223-165     |
| 1998 | Helsingfors  | Finland          | 206-200       | Finland         | 210-178     |
| 1999 | Göteborg     | Sverige          | 210-198       | Finland         | 212-175     |
| 2000 | Helsingfors  | Sverige          | 216-194       | Finland         | 219-191     |
| 2001 | Göteborg     | Sverige          | 218-185       | Sverige         | 213-197     |
| 2002 | Helsingfors  | Finland          | 223-187       | Sverige         | 215,5-192,5 |
| 2003 | Helsingfors  | Finland          | 205-203       | Sverige         | 208,5-201,5 |
| 2004 | Göteborg     | Sverige          | 217-191       | Sverige         | 228,5-178,5 |
| 2005 | Göteborg     | Finland          | 212-197       | Sverige         | 230-179     |
| 2006 | Helsingfors  | Finland          | 204-201       | Sverige         | 226-183     |
| 2007 | Göteborg     | Finland          | 203-199       | Sverige         | 219-189     |
| 2008 | Helsingfors  | Finland          | 215-193       | Sverige         | 209,5-197,5 |
| 2009 | Göteborg     | Sverige          | 208-200       | Sverige         | 213-197     |
| 2010 | Helsingfors  | Finland          | 214-195       | Sverige         | 226-182     |
| 2011 | Helsingfors  | Finland          | 206-194       | Sverige         | 225-182     |
| 2012 | Göteborg     | Sverige          | 220-187       | Finland         | 223-187     |
| 2013 | Stockholm    | Sverige          | 235-173       | Sverige         | 215-195     |
| 2014 | Helsingfors  | Sverige          | 216-193       | Sverige         | 206-204     |
| 2015 | Stockholm    | Sverige          | 231-179       | Finland         | 213,5-193,5 |
| 2016 | Tammerfors   | Sverige          | 210-200       | Sverige         | 213-197     |
| 2017 | Stockholm    | Sverige          | 216-188       | Sverige         | 232,5-177,5 |
| 2018 | Tammerfors   | Finland          | 206-202       | Sverige         | 216-194     |
| 2019 | Stockholm    | Sverige          | 228–181       | Sverige         | 217,5–192,5 |
| 2020 | Tammerfors   | Sverige          | 206–201       | Sverige         | 221–186     |
| 2021 | Stockholm    | Sverige          | 230–201       | Sverige         | 223,5–207,5 |
| 2022 | Helsingfors  | Sverige          | 227,5–204,5   | Sverige         | 225,5–205,5 |
| 2023 | Stockholm    | Sverige          | 227–227***    | Sverige         | 228,5–225,5 |
| 2024 | Helsingfors  | Finland          | 228–225       | Finland         | 229,5–224,5 |

* Mellan 1951 och 1961 avgjordes damernas finnkamp på annan ort än herrarnas kamp – (1951: Jyväskylä;) 1953: Jyväskylä; 1954: Eskilstuna; 1955: Valkeakoski; 1957: Lahtis; 1958: Jönköping; 1959: Vammala; 1960: Linköping och 1961: Kouvola.
** I den samtidigt avgjorda trenationslandskampen Finland-Sverige-Tyskland blev resultatet 134-147-141. Sverige slog även Tyskland i tvelandskamp med 113-101.
*** Sverige vann på fler grensegrar.

### Ungdomsfinnkampen
| Totalt | Pojkar: Finland 32–18 Sverige | Flickor: Finland 30-20 Sverige |

| År   | Plats                                    | Vinnare (Pojkar)                         | Resultat                                 | Vinnare (Flickor)                        | Resultat                                 |
| 1970 | Helsingfors                              | Finland                                  | 106-95                                   | Sverige                                  | 76-70                                    |
| 1971 | Mölndal                                  | Finland                                  | 101-98                                   | Finland                                  | 74-72                                    |
| 1972 | Inställt                                 | Inställt                                 | Inställt                                 | Inställt                                 | Inställt                                 |
| 1973 | Stockholm                                | Finland                                  | 100,5-99,5                               | Sverige                                  | 83,5-62,5                                |
| 1974 | Helsingfors                              | Finland                                  | 102-98                                   | Finland                                  | 80-76                                    |
| 1975 | Stockholm                                | Sverige                                  | 99-95                                    | Sverige                                  | 87-68                                    |
| 1976 | Helsingfors                              | Finland                                  | 107-92                                   | Sverige                                  | 92-64                                    |
| 1977 | Stockholm                                | Finland                                  | 110-91                                   | Finland                                  | 80-76                                    |
| 1978 | Helsingfors                              | Finland                                  | 103-95                                   | Finland                                  | 79-78                                    |
| 1979 | Stockholm                                | Finland                                  | 108-93                                   | Finland                                  | 79-78                                    |
| 1980 | Helsingfors                              | Finland                                  | 118-81                                   | Sverige                                  | 89-68                                    |
| 1981 | Stockholm                                | Finland                                  | 120-79                                   | Sverige                                  | 80,5-76,5                                |
| 1982 | Helsingfors                              | Sverige                                  | 111-89                                   | Sverige                                  | 84-73                                    |
| 1983 | Stockholm                                | Sverige                                  | 101-100                                  | Sverige                                  | 91-66                                    |
| 1984 | Helsingfors                              | Finland                                  | 92,5-108,5                               | Finland                                  | 79-78                                    |
| 1985 | Stockholm                                | Sverige                                  | 115-86                                   | Finland                                  | 82-75                                    |
| 1986 | Helsingfors                              | Finland                                  | 118-83                                   | Sverige                                  | 86-71                                    |
| 1987 | Stockholm                                | Finland                                  | 102-98                                   | Finland                                  | 85-70                                    |
| 1988 | Helsingfors                              | Finland                                  | 103-98                                   | Finland                                  | 82-64                                    |
| 1989 | Stockholm                                | Sverige                                  | 101-98                                   | Finland                                  | 90-67                                    |
| 1990 | Alberga                                  | Finland                                  | 102-97                                   | Finland                                  | 98-68                                    |
| 1991 | Stockholm                                | Sverige                                  | 103-98                                   | Sverige                                  | 86,5-81,5                                |
| 1992 | Alberga                                  | Finland                                  | 106-91                                   | Finland                                  | 90-78                                    |
| 1993 | Stockholm                                | Finland                                  | 123,5-75,5                               | Finland                                  | 90-78                                    |
| 1994 | Stockholm                                | Sverige                                  | 101,5-99,5                               | Finland                                  | 93-73                                    |
| 1995 | Helsingfors                              | Finland                                  | 110-91                                   | Finland                                  | 112-56                                   |
| 1996 | Helsingfors                              | Finland                                  | 104-97                                   | Finland                                  | 96-94                                    |
| 1997 | Stockholm                                | Finland                                  | 113-87                                   | Finland                                  | 103-87                                   |
| 1998 | Helsingfors                              | Sverige                                  | 110-91                                   | Finland                                  | 97-91                                    |
| 1999 | Göteborg                                 | Finland                                  | 101-100                                  | Finland                                  | 104-96                                   |
| 2000 | Helsingfors                              | Sverige                                  | 103-98                                   | Finland                                  | 108-93                                   |
| 2001 | Göteborg                                 | Finland                                  | 110-90                                   | Sverige                                  | 110-90                                   |
| 2002 | Alberga                                  | Finland                                  | 101-98                                   | Sverige                                  | 108-93                                   |
| 2003 | Alberga                                  | Finland                                  | 106-95                                   | Sverige                                  | 104-97                                   |
| 2004 | Göteborg                                 | Finland                                  | 108-92                                   | Finland                                  | 103-98                                   |
| 2005 | Göteborg                                 | Sverige                                  | 117-84                                   | Sverige                                  | 107-92                                   |
| 2006 | Alberga                                  | Finland                                  | 106-93                                   | Finland                                  | 105-96                                   |
| 2007 | Göteborg                                 | Sverige                                  | 122-76                                   | Sverige                                  | 125-74                                   |
| 2008 | Helsingfors                              | Sverige                                  | 118-81                                   | Sverige                                  | 117-84                                   |
| 2009 | Göteborg                                 | Sverige                                  | 117-89                                   | Sverige                                  | 110-91                                   |
| 2010 | Helsingfors                              | Finland                                  | 106-88                                   | Finland                                  | 119-82                                   |
| 2011 | Helsingfors                              | Finland                                  | 110-91                                   | Sverige                                  | 104-95                                   |
| 2012 | Göteborg                                 | Finland                                  | 101-98                                   | Sverige                                  | 117-83                                   |
| 2013 | Stockholm                                | Finland                                  | 103-98                                   | Sverige                                  | 105-96                                   |
| 2014 | Helsingfors                              | Finland                                  | 107-92                                   | Finland                                  | 112-86                                   |
| 2015 | Stockholm                                | Sverige                                  | 112-87                                   | Finland                                  | 104-94                                   |
| 2016 | Tammerfors                               | Sverige                                  | 101-97                                   | Finland                                  | 117,5-83,5                               |
| 2017 | Stockholm                                | Finland                                  | 108–93                                   | Finland                                  | 107–94                                   |
| 2018 | Tammerfors                               | Sverige                                  | 112–89                                   | Finland                                  | 109–91                                   |
| 2019 | Stockholm                                | Sverige                                  | 116–85                                   | Finland                                  | 109,5–91,5                               |
| 2020 | Inställt på grund av Coronaviruspandemin | Inställt på grund av Coronaviruspandemin | Inställt på grund av Coronaviruspandemin | Inställt på grund av Coronaviruspandemin | Inställt på grund av Coronaviruspandemin |
| 2021 | Stockholm                                | Sverige                                  | 108–101                                  | Finland                                  | 110–102                                  |

## Mästerskapsrekord

### Herrar
| Gren           | Resultat | Namn                                                                         | Datum            | Plats       |
| -------------- | -------- | ---------------------------------------------------------------------------- | ---------------- | ----------- |
| 100 m          | 10,19    | Peter Karlsson                                                               | 23 augusti 1996  | Helsingfors |
| 200 m          | 20.47    | Johan Wissman                                                                | 9 september 2007 | Göteborg    |
| 400 m          | 45,79    | Markku Kukkoaho                                                              | 17 augusti 1974  | Helsingfors |
| 800 m          | 1.44,50  | Pekka Vasala                                                                 | 20 augusti 1972  | Helsingfors |
| 1 500 m        | 3.36,06  | Samuel Pihlström                                                             | 3 september 2023 | Stockholm   |
| 3 000 m        | 8.17,73  | Andreas Almgren                                                              | 4 september 2021 | Stockholm   |
| 5 000 m        | 13.29,26 | Andreas Almgren                                                              | 4 september 2021 | Stockholm   |
| 10 000 m       | 28.04,86 | Martti Vainio                                                                | 12 augusti 1978  | Helsingfors |
| 10 km väg      | 29.50    | Jonas Glans                                                                  | 3 september 2022 | Helsingfors |
| 10 km väg      | 29.50    | Mohammad Reza                                                                | 3 september 2022 | Helsingfors |
| 10 km väg      | 29.50    | Emil Millán de la Oliva                                                      | 3 september 2022 | Helsingfors |
| 4x100 m        | 39,14    | Finland Eetu Rantala Otto Ahlfors Oskari Lehtonen Samuel Purola              | 31 augusti 2018  | Tammerfors  |
| 4x400 m        | 3.05,81  | Sverige Emil Johansson Anders Pihlblad Andreas Kramer Nick Ekelund-Arenander | 5 september 2021 | Stockholm   |
| 3 000 m hinder | 8.20,80  | Anders Gärderud                                                              | 18 augusti 1974  | Helsingfors |
| 110 m häck     | 13,44    | Robert Kronberg                                                              | 2 september 2000 | Helsingfors |
| 400 m häck     | 48,86    | Niklas Wallenlind                                                            | 30 augusti 1992  | Helsingfors |
| 10 000 m gång  | 38.03,95 | Perseus Karlström                                                            | 24 augusti 2019  | Stockholm   |
| Höjdhopp       | 2,35     | Stefan Holm                                                                  | 4 september 2004 | Göteborg    |
| Stavhopp       | 6,00     | Armand Duplantis                                                             | 24 augusti 2019  | Stockholm   |
| Längdhopp      | 8,24     | Thobias Montler                                                              | 5 september 2021 | Stockholm   |
| Tresteg        | 17,51    | Christian Olsson                                                             | 5 september 2003 | Helsingfors |
| Kulstötning    | 20,86    | Reijo Ståhlberg                                                              | 12 augusti 1978  | Helsingfors |
| Diskus         | 69,42    | Daniel Ståhl                                                                 | 25 augusti 2019  | Stockholm   |
| Slägga         | 79,35    | Olli-Pekka Karjalainen                                                       | 24 augusti 2002  | Helsingfors |
| Spjutkastning  | 89,00    | Seppo Räty                                                                   | 29 augusti 1992  | Helsingfors |
| Trekamp        | 2 445    | Fredrik Samuelsson                                                           | 4 september 2021 | Stockholm   |

### Damer
| Gren           | Resultat | Namn                                                             | Datum            | Plats       |
| -------------- | -------- | ---------------------------------------------------------------- | ---------------- | ----------- |
| 100 m          | 11,31    | Mona-Lisa Strandvall                                             | 1 september 1973 | Stockholm   |
| 100 m          | 11,31    | Linda Haglund                                                    | 12 augusti 1978  | Helsingfors |
| 200 m          | 22,95    | Irene Ekelund                                                    | 8 september 2013 | Stockholm   |
| 400 m          | 50,78    | Riita Salin                                                      | 17 augusti 1974  | Helsingfors |
| 800 m          | 2.00,50  | Malin Ewerlöf                                                    | 29 augusti 1998  | Helsingfors |
| 1 500 m        | 4.09,32  | Sara Lappalainen                                                 | 2 september 2023 | Stockholm   |
| 3 000 m        | 8.51,04  | Inger Knutsson                                                   | 2 augusti 1975   | Stockholm   |
| 5 000 m        | 15.14,09 | Sarah Lahti                                                      | 3 september 2023 | Stockholm   |
| 10 000 m       | 31.57,15 | Midde Hamrin                                                     | 19 augusti 1990  | Helsingfors |
| 10 km väg      | 32.32    | Sarah Lahti                                                      | 2 september 2023 | Stockholm   |
| 4x100 m        | 43,61    | Sverige Emma Rienas Carolina Klüft Jenny Kallur Susanna Kallur   | 27 augusti 2005  | Göteborg    |
| 4x400 m        | 3.32,40  | Finland Aino Pulkkinen Ronja Koskela Viivi Lehikoinen Mette Baas | 4 september 2022 | Helsingfors |
| 3 000 m hinder | 9.33,25  | Emilia Lillemo                                                   | 3 september 2023 | Stockholm   |
| 100 m häck     | 12.80    | Susanna Kallur                                                   | 9 september 2007 | Göteborg    |
| 400 m häck     | 54.58    | Ann-Louise Skoglund                                              | 10 augusti 1986  | Helsingfors |
| 5 000 m gång   | 20.54,42 | Sari Essayah                                                     | 26 augusti 1995  | Helsingfors |
| Höjdhopp       | 2,01     | Kajsa Bergqvist                                                  | 24 augusti 2002  | Helsingfors |
| Stavhopp       | 4,73     | Angelica Bengtsson                                               | 6 september 2020 | Tampere     |
| Längdhopp      | 6,82     | Ringa Ropo-Junnila                                               | 20 augusti 1989  | Stockholm   |
| Tresteg        | 14,34    | Heli Koivula                                                     | 24 augusti 2002  | Helsingfors |
| Kulstötning    | 18,65    | Fanny Roos                                                       | 4 september 2021 | Stockholm   |
| Diskus         | 63,46    | Vanessa Kamga                                                    | 30 augusti 2024  | Helsingfors |
| Slägga         | 73,09    | Krista Tervo                                                     | 3 september 2023 | Stockholm   |
| Spjutkastning  | 63,56    | Paula Tarvainen                                                  | 25 augusti 2006  | Helsingfors |
| Trekamp        | 2 727    | Bianca Salming                                                   | 4 september 2021 | Stockholm   |

## Maskotar
Sveriges maskot är lodjuret Kalo (en sammanslagning av Kal och Lo). Kalo togs fram till världsmästerskapen i friidrott 1995 i Göteborg och togs därefter över av Finnkampen. Finlands maskot är ett lejon.

## Andra betydelser
Finnkampen finns sedan 1999 även i innebandy, och spelas under andra halvan av kalenderåret. Första året spelades den för herrar, damer och herrjuniorer och sedan år 2000 spelades den även för damjuniorer.
Även inom poker tävlas det mellan Sverige och Finland. Pokerfinnkampen 2007 avgjordes i Tallinn, Estland som anses vara neutral plan för de tävlande.